# 1582
1582 (MDLXXXII) je bilo navadno leto, ki se je po julijanskem koledarju začelo na ponedeljek, po proleptičnem gregorijanskem koledarju pa na petek. Februarja tega leta je papež Gregor XIII. z bulo Inter gravissimas uvedel gregorijanski koledar, ki so ga še istega leta sprejele Španija, Portugalska, Republika obeh narodov in večina današnje Italije. V teh državah je petku 4. oktobra sledila sobota 15. oktobra (kot na navadno leto, ki se je začelo na petek). Francija je sledila dva meseca kasneje, tam je nedelji 9. decembra sledil ponedeljek 20. decembra. Druge države so nadaljevale z rabo julijanskega koledarja, ki je bil dokončno opuščen šele leta 1923, ko je gregorijanski koledar kot zadnja evropska država prevzela Grčija.

## Dogodki
- 15. januar - sklenjen Jam Zapoljski sporazum
- 24. februar - papež Gregor XIII. z bulo Inter gravissimas uvede gregorijanski koledar.
- 29. november - bodoči dramatik William Shakespeare se poroči z Anne Hathaway.
- prvi jezuitski misionarji prispejo na Kitajsko.

## Rojstva
- John Bainbridge, angleški astronom in zdravnik († 1643)

## Smrti
- 4. oktober - Terezija Avilska, španska karmeličanka, mistikinja in cerkvena učiteljica (* 1515)[1]
- 11. december - Fernando Álvarez de Toledo, španski vojskovodja in državnik (* 1507)